# Yang Ying (tennis de table, 1977)
Pour les articles homonymes, voir Yang Ying et Yang.
Yang Ying pongiste chinoise, championne du monde en 1977
Dans ce nom chinois, le nom de famille, Yang, précède le nom personnel Ying.
Yang Ying (sinogramme traditionnel : 楊瑩), née le 13 juillet 1977 à Xuzhou dans la province de Jiangsu, est une joueuse chinoise de tennis de table ; elle est quadruple championne du monde et a remporté une médaille d'argent aux Jeux olympiques de 2000 avec sa partenaire Sun Jin.

## Biographie
Yang Ying a participé à quatre championnats du monde de 1995 à 2001. Avec l'équipe féminine chinoise, elle est championne du monde en 1997 et 2001. Elle est titrée en 1997 en double avec Deng Yaping et en 2001 en mixte avec Qin Zhijian. Avec Sun Jin, elle a atteint la finale du double en 1999 et 2001, perdant face à la paire Wang Nan/Li Ju. En 1999, elle a remporté le bronze en mixte avec Qin Zhijian.
En 2000, elle devient championne d'Asie en mixte avec Yan Sen et avec l'équipe chinoise. Elle participe aux tournois ITTF Pro Tour, où elle se qualifiée cinq fois pour la grande finale. Elle performe particulièrement dans la compétition de double, qu'elle remporte en 1996 avec Deng Yaping et en 2000 avec Sun Jin. En 1999, elle échoue en finale face à Wang Nan/Li Ju. Elle termine dans le dernier carré en simple en 1996 et 2000.
En 2000, Yang Ying se qualifie pour participer aux Jeux olympiques d'été où elle remporte la médaille d'argent en double avec Sun Jin, défaite par la paire Wang / Li.